# Hortense Aka-Anghui
Hortense Aka-Anghui (18. Dezember 1933 in Agboville – 30. September 2017) war eine Politikerin aus der Elfenbeinküste.

## Leben
Aka-Anghui kam als Hortense Dadié zur Welt und war die Schwester des Schriftstellers Bernard Binlin Dadié. Sie machte zunächst eine Ausbildung als Apothekerin, promovierte 1961 an der Universität Paris und betrieb vor ihrem Eintritt in die Politik eine Apotheke und ein medizinisches Labor in Treichville, wo sie aufgewachsen war.

## Wirken
Aka-Anghui wurde im Jahr 1965 für die Parti démocratique de Côte d’Ivoire – Rassemblement démocratique africain in die Nationalversammlung gewählt, wurde später deren Vizepräsidentin und blieb bis 1990 Mitglied. Sie war gemeinsam mit Gladys Anoma und Jeanne Gervais eine der ersten Frauen, die in das Parlament gewählt wurde. Von 1980 bis 2017 war sie Bürgermeisterin von Port-Bouët. Außerdem war sie von 1986 bis 1990 Ministerin für Frauenangelegenheiten und von 1984 bis 1991 Präsidentin der Association des Femmes Ivoiriennes. Sie war zudem Mitglied des Zentralkomitees und des Politbüros ihrer Partei.